# Gradina (gmina Danilovgrad)
Gradina (cyr. Градина) – wieś w Czarnogórze, w gminie Danilovgrad. W 2011 roku liczyła 186 mieszkańców.